# 환경실천연합회
환경실천연합회는 지구 환경 보존 및 생태계 보호 등의 활동을 목적으로 2000년 11월에 설립된 비영리 환경 단체이다. 공식 단체명은 사단법인 환경실천연합회(International Environment Action Association, IEAA)이다. 2002년 12월 환경부에서 사단법인(제228호)으로 인가를 받았으며 현재 국내 40여 개 본부 및 지회를 가지고 있고, 미국, 중국, 대만, 라오스 등 26개국의 국제본부를 가지고 있다.
현재 환경실천연합회는 UN 경제사회이사회(UN ECOSOC), UN환경계획(UNEP), 아시아태평양경제협력체(APEC), 세계환경보전연맹(IUCN), UN사막화방지협약(UNCCD) 등 다수의 국제기구에 가입되어 지위를 획득, 다양한 국제 회의에 참여하며 지구촌 환경보호 활동에 앞장서고 있다.
환경실천연합회는 환경보전이 더 이상 관심이 아닌 의무라는 책임감과 공익성에 바탕을 두고 환경기술, 환경정책, 환경교육 등 각 분야 전문가들이 환경의 중요성과 참된 가치관을 심어주는 환경교육 및 대국민홍보, 환경파괴/오염행위 지도단속, 환경정책 및 대안 제시활동 등을 활발히 진행하고 있다.
이외에 현재 환경실천연합회에서는 지구온난화 방지활동을 위한 탄소절감 생활 실천활동, 자원순환(재활용)촉진활동, 수질보호활동, 대기환경 개선활동, 도시숲 조성을 위한 식목활동, 습지보호활동, 야생동·식물 보호활동, 친환경 정책 제안 및 참여활동 등의 다양한 분야의 환경 활동을 전개하고 있다.

## 설립목적
- “맑은 물, 맑은 공기, 깨끗한 환경”이라는 회훈 아래 환경교육, 실천방안 홍보, 환경정책 및 대안 제시 활동을 펼치며, 지구온난화 방지 등의 지구촌 환경문제 해결을 위한 국제교류 활동과 더불어 UN 경제사회이사회(UN ECOSOC)의 특별 협의적 지위(Special Consultative Status)를 취득하여 UN이 실천하고 있는 사회적 이상과 목표를 수행하며, 우리의 자연생태계를 보호하여 후손들에게 미래 유산으로 물려주는 데 그 목적을 둔다.

## 주요활동 및 업무
- 대기환경개선 및 지구온난화 방지활동 : 식목활동, 온실가스 감축을 위한 2040운동, 에너지 절약 실천 캠페인, 에코 드라이빙, 에너지 절약학교 운영, 폐목재 재활용 캠페인, 화분나누기 행복더하기, 미세먼지 제로 리틀포레스트, 탄소절감 생활 실천활동
- 자원순환(재활용) 촉진 활동 :  자원순환의 날 지정 및 기념행사 개최, 일회용 줄이기, 전자쓰레기(소형가전 캠페인) 줄이기, 폐장난감 재활용 캠페인, DIY 체험교육 활동
- 수질보호 활동 : 하천 모니터링 및 정화활동, 천연비누 제작 및 무상보급 활동, EM 흙공으로 하천 살리기, 토종어종 치어 방류활동, 수변구역 식재활동
- 습지보호 활동 : 대학생 생태/습지탐사, 민통선 습지현황 파악 및 인식증진, 습지보전 환경포럼 개최, 람사르습지 등록 추진
- 야생동식물 보호 활동 : 야생동물구조 및 보호활동, 먹이주기 활동, 생태계 교란생물 모니터링, 교란식물 제거활동
- 친환경 정책제안 및 참여 활동 : 국정감사 NGO 모니터단 활동, 친환경 정책제안 활동
- 국제교류 및 지구촌 나눔 활동 : UN 활동 및 국제회의 참석, 우물지원 사업
- 공모 및 대회 : 국제 지구사랑 작품공모전 (2002년 - 현재),  환경기초시설 우수지자체&환경실천인 대상 선정, 해찬솔 환경장학생 선발, 자원순환 그림그리기 대회, Green Story UCC 공모전
- 환경교육, 실천 참여 활동 : 청소년 환경실천단 운영, 환경지도 감시단 운영, 자원봉사단 운영, 청소년 국제포럼, 환경체험전 개최, 환경장학사업

## 소재지
- (06694) 서울특별시 서초구 효령로 43, 2층(방배동 IT타워빌딩)

## 규모
- 회원 9만 5천여명
- 국내 총 40여 개 본부 및 지회, 부설연구기관
- 미국, 중국, 대만, 라오스 등 26개국 국제본부 설립 및 운영
- UNEP, 그린피스 등 50여개 NGO와의 교류 협력